# فرودگاه وارنر
فرودگاه وارنر (به انگلیسی: Warner Airport) یک فرودگاه همگانی است که یک باند فرود آسفالت دارد و طول باند آن ۹۰۰ متر است. این فرودگاه در کشور کانادا قرار دارد و در ارتفاع ۱۰۱۲ متری از سطح دریا واقع شده است.